# Batman (jogo eletrônico de 1989)
Batman é um jogo de videogame de ação-aventura, desenvolvido pela Sunsoft em 1989. É inspirado no filme homônimo.
Batman conta com três tipos de armas diferentes: o Spear Gun (arma com lança), o Batarang (bumerangue) e Dirk (punhal).

## Personagens

### Vilões
- Shakedown
- Onda Térmica
- Pistoleiro
- The Enforcer
- KGBesta
- Nightslayer
- Maxie Zeus
- Jader
- EEV

### Chefes
- Mariposa Assassina
- Máquina de Inteligência
- Eletrocutador
- Alarme de Container Duplo
- Vagalume
- Coringa

## Recepção
Brett Alan Weiss, em review para o site AllGame, elogiou os gráficos e a trilha sonora do jogo, apesar de ressaltar que a música não lembra a composta por Danny Elfman para o filme.